# Пападопулос, Йоргос
Георгос (Йоргос) Пападопулос (греч. Γιώργος Παπαδόπουλος, 26 мая 1985, Никосия) — киприотский и греческий певец и композитор.

## Жизнеописание

### Начало карьеры на Кипре
Йоргос Пападопулос родился в Никосии. В 14 лет создал свою первую группу под названием «Εξ επαφής», которая выступала в школе и на благотворительных мероприятиях. Музыкальную карьеру начал в 2004 году на Родине. В начале 2004 года выпустил на Кипре свой первый сингл под названием «Кровать» (греч. Βυθός). Песня, которая была написана для Йоргоса Христосом Дантисом, стала радиохитом, а диск на Кипре стал золотым. Следом, шесть месяцев спустя, сингл «Save Me» также стал золотым. В сентябре 2004 года Пападопулос получил предложение относительно открытия большого концерта Анны Висси на футбольном стадионе ГСП в Никосии. В июне 2007 года компакт-диск «Σε πεθύμησα» был награждён киприотской премией Music Awards как лучший диск отечественного производства, который звучал чаще всего в радио-эфире.

### Карьера в Греции
В октябре 2007 он переехал в Афины, где быстро обрел популярность и подписал контракт с компанией Virus legend. В мае 2008 года Пападопулос выпустил свой первый альбом в Греции под названием «Моря» (греч. Θάλασσες) с 13 песнями. Музыку к семи песням из альбома он написал сам. 20 сентября 2008 года вместе с Костасом Мартакисом он открыл концерт Дженнифер Лопес в Греции на стадионе OAKA. В 2009 году песня «Θάλασσες» заняла 13-е место в списке лучших песен на греческом языке, а «Рукопашная» (греч. Σώμα με σώμα) находилась на 30-й позиции (Music Control).
В марте 2010 Георгос Пападопулос дал первые выступления с сольными концертами в Афинах. Летом 2010 года он совершил тур по Греции и Кипру с Христосом Дантисом и Эвридикой Феоклеус. 25 июня 2010 года состоялась церемония награждения — диск «Θάλασσες» получил двойной платиновый статус. В 2010 году песня «Не выключайте свет» (греч. Μην σβήνεις τα φώτα) заняла 12 место в списке лучших песен на греческом языке (Music Control).
В январе 2011 Йоргос выступает в Салониках. В начале апреля 2011 года он выступает с Анной Висси в Никосии и Ираклионе. В 2011 году песня «Оттенки серого» (греч. Απόχρωση του γκρίζου, музыка Йоргоса Пападопулоса) занимает 11 место в Top 20 (греческих и иностранных) песен года по официальным данным Медиа-инспектор (Media Inspector). 18 декабря 2011 года диск «Я хочу, чтобы ты была со мной» (греч. Μαζί μου σε θέλω) завоевал золото на церемонии награждения, организованной радиостанцией «Δρόμος Fm» («Дорога-ФМ»).
С 13 января 2012 Георгос Пападопулос начал свои выступления в Салониках с Паолой и Костасом Мартакисом. В марте 2012 Йоргос Пападопулос объявил о своем сотрудничестве с лейблом Heaven Music. 18 мая 2012 года вышел новый альбом Пападопулоса «Все в красном.» (греч. Όλα στο κόκκινο) под лицензией Heaven Music. Музыку ко всем 13 песням альбома написал Йоргос Пападопулос. Замечательная баллада «Сегодня я не буду спать» (греч. Απόψε δεν θα κοιμηθώ), которая была предшественником альбома, сразу же стала радиохитом. С 22 марта 2012 года до конца июля Йоргос Пападопулос выступал в клубе Posidonio с Паносом Киамосом, Master tempo и Кристиной Салти.

## Композитор
Георгос Пападопулос — автор музыки большинства песен собственного исполнения. Он написал песни для Паноса Киамоса (и знаменитую «Κρύσταλλα» в том числе), Эвридики, Георгиоса Мазонакиса, Костаса Мартакиса, Тамта.

## Дискография
- 2004 - Βυθός
- 2004 - Σώσε με
- 2006 - Σε Πεθύμησα
- 2008 - Θάλασσες
- 2010 - Μαζί Μου Σε Θέλω
- 2012 - Όλα στο κόκκινο
- 2014 - Για Σένα
- 2017 - Πες Επιτέλους Σ' Αγαπώ

### Синглы
- 2013 - Μετά
- 2013 - Πανηγυρίζω
- 2015 - Σπασ' Τα
- 2015 - Να-Να-Να
- 2016 - Όλοι Μου Λένε
- 2018 - Σαν Τρελός
- 2018 - Να Περνάς
- 2019 - Το Χειρότερό Σου Ψέμα